# چکورا، پاکستان
چکورا (به انگلیسی: Chakora) یک روستا در پاکستان است که در پنجاب واقع شده‌است. چکورا ۶۴۲ متر بالاتر از سطح دریا واقع شده‌است.